# Petar Živković
Petar Živković (alfabeto cirílico: Петар Живковић; Negotin, 1 de janeiro de 1879 – Paris, 3 de fevereiro de 1947) foi um soldado sérvio e um político da Iugoslávia. Foi o primeiro-ministro do Reino da Iugoslávia de 7 de janeiro de 1929 até 4 de abril de 1932.

## Biografia
Petar Živković nasceu em Negotin, Principado da Sérvia (atual Distrito de Bor, Sérvia) em 1879. Soldado da corte sérvia, ajudou a derrubar a Casa de Obrenović, com o assassinato do Rei Aleksandar Obrenović. Mais tarde, se tornou um membro da Mão Branca, que se opôs ao nacionalismo sérvio da Mão Negra. Em 1921, Alexandre I da Iugoslávia nomeou Živković comandante dos guardas do palácio; em 1929, foi nomeado primeiro-ministro.
Živković ocupou o cargo como membro dos Camponeses Democratas Radicais Iugoslavos ou JRSD, que logo foi o único partido legal na Iugoslávia, devido às suas "reformas eleitorais". Renunciou ao cargo de primeiro-ministro em 1932, e logo depois fundou o Partido Nacional Iugoslavo, tornando-se seu presidente em 1936.
Enquanto isso, Alexandre I foi assassinado, em 1934; seu primo Pavle Karađorđević tomou posse como regente para Petar II, que possuía onze anos de idade. Após a assinatura do Pacto Tripartite em 1941 por Pavle, Živković deixou a Iugoslávia, antes da invasão nazista. Ele tornaria-se parte do governo iugoslavo no exílio.
Em 1946, seria julgado à revelia na Iugoslávia e condenado à morte. Permaneceu em exílio na França, morrendo em Paris em 1947, aos 68 anos.